# Manuel Sol
Bernardo Manuel Sol Sañudo (Città del Messico, 31 agosto 1973) è un ex calciatore messicano, di ruolo centrocampista.

## Carriera

### Club
Ha giocato nella prima divisione messicana.

### Nazionale
Ha partecipato ai Mondiali Under-20 del 1993 ed ai Giochi Olimpici di Atlanta 1996, nei quali ha giocato 4 partite senza mai segnare.

## Palmarès

### Club

#### Competizioni nazionali
- Supercoppa del Messico: 1

Necaxa: 1995
- Campionato messicano: 2

Necaxa: 1995-1996
Chivas: Apertura 2006